# Concordia de Alcañiz

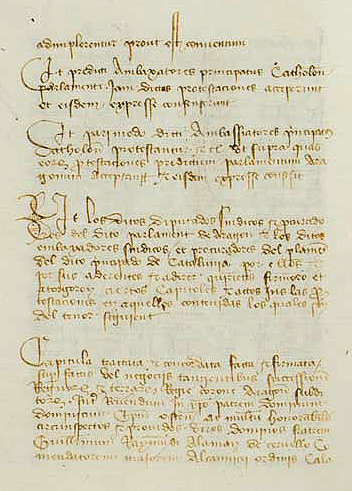
Inicio de la Concordia de Alcañiz. 15 de febrero de 1412. Transcripción: Item, los ditos diputados, sindicos et procuradores del dito parlament de Aragon et los ditos embaxadores, sindicos et procuradores del parlament del dito principado de Cathalunia, por ellos e por sus aderentes et aderer quirientes, firmoron et atorgoron ciertos capitoles et actos ius las protestaciones en aquellos contenidas, los quales son del tenor siguient: Capitula tractata et concordata, facta et firmata, super factis vel negociis tangentibus succesionem regnorum et terrarum regie corone Aragonum subditorum, inter reverendum in Christo patrem dominum Dominicum episcopum Oscensem ac multum honorabilis, circunspectos et providos viros dominos fratrem Guillermum Raymundi Alaman de Cervello, comendatorem maiorem Alcanicii, ordinis Cala[...]. Traducción del aragonés y del latín: «Los diputados, síndicos y procuradores del dicho parlamento de Aragón y los embajadores, síndicos y procuradores del Parlamento del dicho principado de Cataluña, por ellos y por sus adherentes y adererquerientes, firmaron y otorgaron ciertos capítulos y actos bajo las protestaciones en aquellos contenidas, que son del tenor siguiente: Capítulos tratados, concordados, hechos y firmados sobre los asuntos o negocios tocantes a la sucesión de los reinos, tierras y súbditos de la regia Corona de Aragón entre el reverendo en Cristo, el padre Domingo, obispo de Huesca, y los muy honorables, circunspectos y próvidos varones, fray Guillermo Ramón Alamán de Cervelló, comendador mayor de Alcañiz, de la orden de Cala[...]».

La Concordia de Alcañiz fue un acuerdo al que llegaron el 15 de febrero de 1412 los representantes de la Generalidad de Aragón, reunidos en Alcañiz, y de la de Cataluña, reunidos en Tortosa, para establecer un procedimiento u «hoja de ruta» destinado a elegir al sucesor de Martín I de Aragón a su muerte sin heredero. En su articulado, muy pragmático, los diputados del reino y embajadores del principado decidían que fueran nueve comisarios en representación de toda la Corona de Aragón quienes tendrían un plazo de dos a tres meses para elegir rey entre los distintos candidatos en la villa aragonesa de Caspe, proceso final que sería conocido como Compromiso de Caspe.
La Concordia de Alcañiz fue importante porque describía un protocolo eficaz para nombrar rey en un periodo razonable de tiempo, ya que desde la muerte de Martín I el Humano el 31 de mayo de 1410 habían transcurrido más de veinte meses sin que las instituciones y poderes fácticos de los Estados de la Corona hubieran podido fijar un proceso definitivo para decidir sucesor.

## Representatividad
La decisión del parlamento de Alcañiz, que constituía la Diputación del General del Reino de Aragón durante el Interregno, aunque de facto ostentaba la representación de toda la Corona, gracias al permanente contacto y sintonía con los embajadores plenipotenciarios del parlamento catalán de Tortosa, fue tomada de común acuerdo por ambas partes.
El reino de Valencia no había podido instituir un parlamento unificado, por lo que no llegó a tiempo para estar presente en las decisiones finales de la Concordia, a pesar de los esfuerzos aragoneses y catalanes para que pudieran integrarse sus dos asambleas (una en Vinaroz y otra en Traiguera, luego trasladada a Morella) y enviar una representación unitaria a Alcañiz. Sin embargo, el mismo 15 de febrero llegaron enviados de la asamblea de Vinaroz (aunque solo representaba al bando urgelista) con credenciales para poder confirmar los acuerdos tomados. Al día siguiente de ser firmada la concordia, el 16 de febrero, los embajadores  valencianos Pedro Puyol, Juan Gascó y Pedro Catalá aceptaron en su integridad todo lo establecido en la Concordia lamentando que no hubieran podido estar presentes representantes del parlamento de Traiguera, ahora reunido en Morella.
El reino de Mallorca no estuvo en general representado en la toma de decisiones que significó todo el proceso del Interregno, incluyendo el Compromiso de Caspe, siendo el único reino hispánico que careció de representación; de todos modos sus embajadores habían estado integrados en el parlamento catalán y en las negociaciones establecidas desde octubre de 1411 para redactar la Concordia de Alcañiz participaron Juan Dezplá, embajador de Cataluña, y Berenguer de Tagamanent, de Mallorca. A estos hay que sumar la comisión del parlamento aragonés a cuya cabeza estaba Berenguer de Bardají.

## Acuerdos fundamentales
En el sencillo articulado de este tratado se incluyó el lugar y el modo en que se tomaría la decisión final. Fue elegida Caspe, villa que cumplía la condición establecida de estar situada en el Reino de Aragón y que no distaba de Alcañiz y de Tortosa, donde se encontraban los parlamentos aragonés y catalán.
También se estableció que el número de personas que debían tomar la decisión final sería de nueve, elegidos por su experiencia en derecho, en asuntos de estado y por su probada ética. La Concordia establece que los compromisarios estarían distribuidos en tres grupos ordenados en tres grados, con tres miembros en cada grado; su papel era determinar los derechos de los pretendientes y decidir el candidato que debía ocupar el trono, siempre y cuando el elegido obtuviera un mínimo de seis votos y al menos uno de cada grado. La Concordia de Alcañiz no prefiguraba que los grados correspondieran a los diferentes Estados de la Corona o a cualquier otra identificación, como por ejemplo con los estamentos o brazos que componían la sociedad del momento (nobleza, iglesia, ciudadanos). Sin embargo, en la práctica, aunque no se identificaron de ningún modo, acabaron agrupándose las ternas por comisarios de cada uno de los tres Estados peninsulares de la Corona.

## Consecuencias: la elección de compromisarios de Caspe

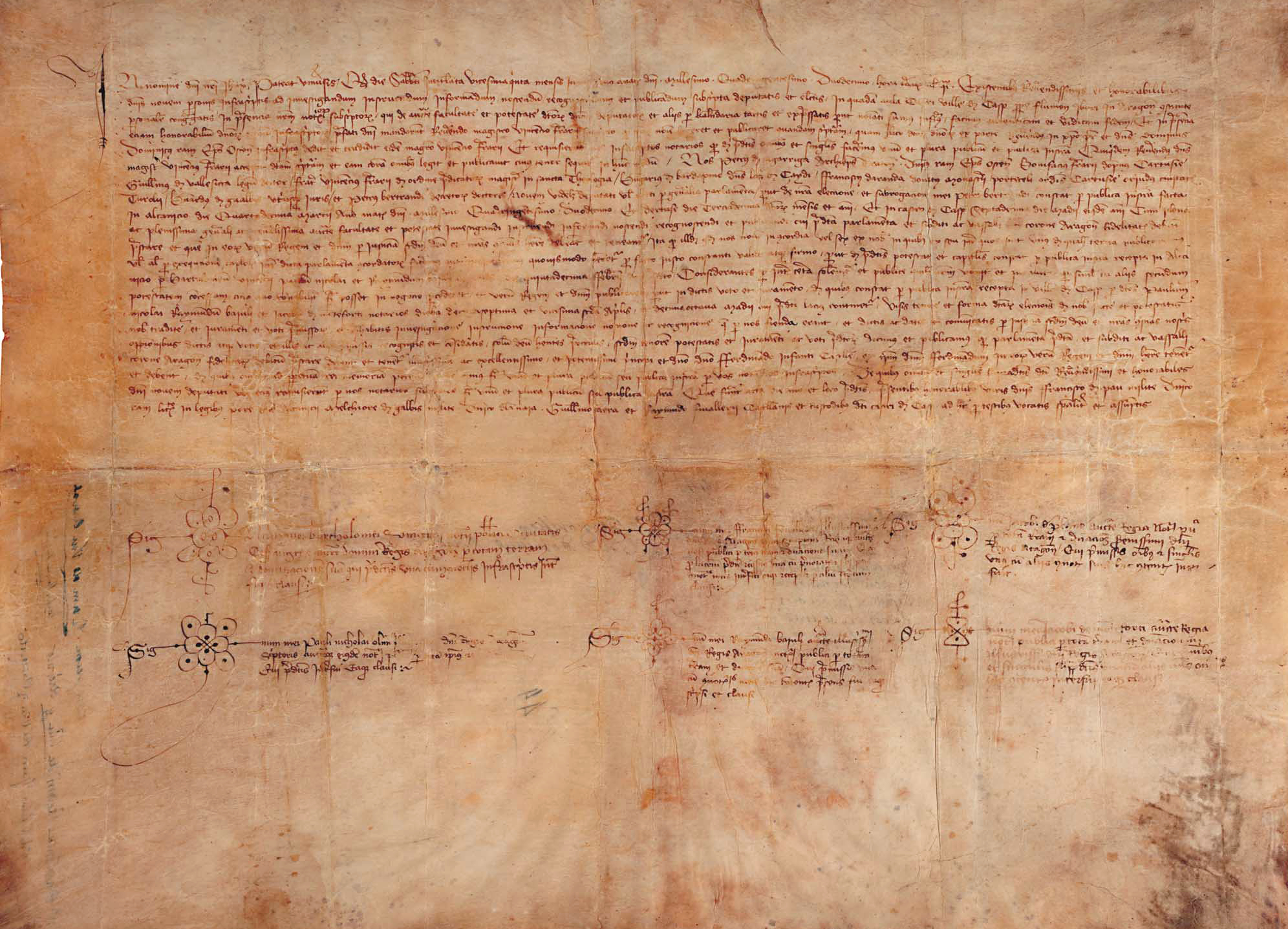
Acta notarial original de la elección de Fernando de Antequera como rey de Aragón en el Compromiso de Caspe. 25 de junio de 1412. En ella puede leerse la proclamación: publicamus quod Parlamenta predicta et subditi ac vassalli Corone Aragonum fidelitatis debitum prestare debent et tenentur illustrissimo ac excellentissimo et potentissimo principi et domino: domino Ferdinando, infanti Castelle, et ipsum dominum Ferdinandum in eorum verum regem et dominum habere tenentur et debent, cuya traducción es: 'publicamos que los parlamentos nombrados y los súbditos y vasallos de la Corona de Aragón deben y están obligados a prestar fidelidad al ilustrísimo, excelentísimo y potentísimo príncipe y señor don Fernando, infante de Castilla, y que al mismo don Fernando deben y están obligados a tener y reconocer como su verdadero rey y señor'.

La lista definitiva de compromisarios no fue objeto de la Concordia de Alcañiz, entre otras razones, porque los embajadores catalanes tenían impedido expresamente tomar decisiones acerca de los elegidos para tomar la decisión final. La identidad de los compromisarios fue decidida posteriormente a propuesta del gobernador de Aragón Gil Ruiz de Lihorí y del Justicia Mayor de dicho reino Juan Jiménez Cerdán, que fue trasladada a la asamblea de Tortosa que, tras algunas vacilaciones por la composición de los compromisarios de Valencia (se debatió incluir a Arnaldo de Conques en lugar de Bonifacio Ferrer), ratificó la propuesta enviada por el parlamento de Alcañiz.
A mediados de marzo de 1412 llegaron a Tortosa embajadores de Valencia, tras la batalla de Murviedro representada ya unitariamente por el parlamento de Morella. Tras finalizar la aquiescencia de la Generalidad catalana, representantes de este parlamento y Juan Subirats, embajador del de Aragón, recibieron a los delegados valencianos quienes sin dudarlo dieron el visto bueno a la lista de nueve compromisarios de modo que los tres Parlamentos, sin discrepancias, les encomendaron la tarea de proclamar al nuevo rey de Aragón.
La lista fue compuesta por los siguientes miembros:
Terna de primer grado:
- Domingo de Ram y Lanaja, obispo de Huesca.
- Francisco de Aranda, consejero real, de Teruel.
- Berenguer de Bardají, jurista y diputado de la Generalidad de Aragón, de Zaragoza.

Terna de segundo grado:

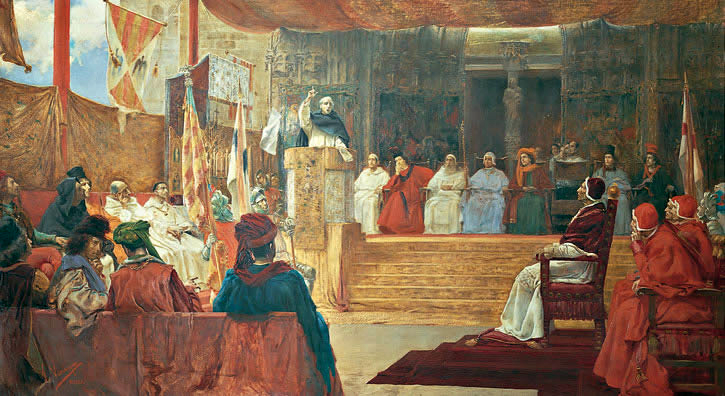
Salvador Viniegra, El Compromiso de Caspe, 1891.

- Pedro de Sagarriga, arzobispo de Tarragona.
- Bernardo de Gualbes, síndico y consejero de Barcelona.
- Guillem de Vallseca, jurista de la Cort de Barcelona.

Terna de tercer grado:
- Vicente Ferrer, erudito valenciano.
- Bonifacio Ferrer, erudito valenciano hermano del anterior.
- Guillem Rabasa, jurista. Iniciado el Compromiso de Caspe, tuvo que ser sustituido por incapacidad por Pedro Beltrán, lo que contribuyó a retrasar la decisión.

## Contenido
Los puntos que contiene la Concordia de Alcañiz son los siguientes:
1. Compromiso de respetar todos los fueros, constituciones, usos, costumbres, observancias, privilegios libertades y cualquier otro derecho vigente anterior.
2. Otorgar plenos poderes a un grupo de personas de probidad de conciencia, buena fama e idóneos para llevar a buen término en el menor tiempo posible la designación del rey por la vía del derecho, evitando los peligros que podrían provocarse, en nombre de los distintos parlamentos.
3. Para facilitar la concordia y evitar la división y la confusión que podría generarse siendo muchos, se acuerda que el número de elegidos sea de nueve.
4. Estos nueve se ordenaran en tres grados, primero, segundo y tercero, tres en cada grupo, y cada grado dispondrá de 30 caballeros y 40 peones, armados o no, que repartirán como dispongan los elegidos.
5. Los Parlamentos adquieren el compromiso de nombrar a los nueve en un plazo de veinte días y les otorgarán plenos poderes para investigar, decidir, elegir y publicar quién será el verdadero rey y señor de la Corona de Aragón. Esta elección se hará en concordia (por unanimidad) o con un mínimo de seis votos, habiendo al menos uno de cada grado. Se publicará el resultado antes del 29 de mayo [de 1412], prorrogable hasta el 29 de junio. Contra la decisión no se podrá poner ningún tipo de recurso posterior.
6. Los nueve jurarán que actuarán con justicia y rechazarán todo amor, odio, favor, temor, súplica, regalo, recompensa o cualquier otra cosa esperable o de cualquier otra siniestra voluntad.
7. Mientras dure la investigación, recibirán estos nueve todo aquello que los candidatos quieran aportar, oirán sus alegatos y respetarán el orden de llegada sin ninguna preferencia.
8. Los nueve dispondrán de poderes para sancionar a quienes no aporten la documentación o informaciones solicitadas en los plazos que señalen.
9. Si alguno de los nueve no puede acudir a la reunión, los otros miembros elegirán un sustituto lo más rápido posible, prestará el juramento, lo recibirán y tendrá las mismas atribuciones que tenía el sustituido.
10. Cuando hayan decidido, informarán a los parlamentos para que envíen hasta seis notables para estar presentes en la lectura del fallo de la comisión.
11. La sentencia será hecha pública tanto de palabra como por escrito, en documentos solemnes.
12. La publicación del fallo será celebrada con la interpretación de un Te Deum, repique de campanas y sones de trompetas, tubas y otros instrumentos, dando gracias a Dios, para manifestar la alegría general.
13. Los compromisarios y sus asistentes garantizarán los derechos y privilegios de los reinos y el principado, del Patrimonio Real y del bien común.
14. El lugar para la reunión será la villa de Caspe, en el reino de Aragón, situada cerca del río Ebro.
15. Los nueve designados regirán durante el proceso y ocho días después tanto el castillo como la villa de Caspe; al ser de señorío eclesiástico, se suplicará al Papa la transferencia de la autoridad especial sobre los eclesiásticos del lugar y de sus términos.
16. Se crearán dos capitanes para defender y custodiar Caspe y sus habitantes. Se designan para este cometido a Pedro Martínez de Marcilla por Aragón y a Azberto Zatrilla por Cataluña, quienes prestarán homenaje a los compromisarios y los protegerán, a ellos, a sus familiares, a los embajadores y a cuantos sean admitidos en el interior de la villa.
17. Cada capitán dispondrá de 50 soldados a caballo y 50 ballesteros.
18. Caspe estará bien abastecida, tanto en el castillo como en la villa, de armas y provisiones.
19. Nadie podrá acceder al castillo de Caspe sin el consentimiento de los nueve compromisarios.
20. Nadie podrá aproximarse a menos de cuatro leguas de Caspe con más de veinte hombres armados, excepto los embajadores, que podrán ser escoltados por hasta 40 caballeros armados y 50 peones desarmados de su séquito.
21. Los parlamentos enviarán cartas a los pretendientes al trono para notificarles la designación de estos nueve compromisarios y sus funciones, que concluirán con la proclamación del nuevo verdadero rey.
22. Los parlamentos del reino y el principado continuarán reunidos hasta la proclamación de rey, y podrán seguir reunidos posteriormente mientras lo consideren oportuno.
23. Los Diputados del General, embajadores, síndicos y procuradores del reino de Aragón y del principado de Cataluña juran y se obligan a que sus Generalidades no impugnarán ni revocarán los poderes otorgados a los nueve compromisarios designados.
24. Igualmente juran y se obligan a acatar la decisión de los compromisarios de Caspe y a tener por verdadero rey al que sea proclamado según lo arriba establecido. Tras la publicación del nuevo rey, se comprometen a no contradecir, pedir, proponer, objetar, exceptuar o de cualquier otro modo impugnar o alegar esta decisión.
25. La carta que se enviará a los pretendientes al trono, se enviará también a Fadrique, que es uno de los candidatos, y se establecerán los medios para que pueda seguir defendiendo sus derechos a la sucesión de la Corona Real de Aragón (Corone Regie Aragone) con suficientes abogados y procuradores.
26. Debido a que el reino de Valencia ha sido requerido hace mucho tiempo para que enviara sus representantes, y no lo ha hecho, y dado que la importancia del asunto no permite esperar más, se acuerda continuar el proceso aun sin su presencia, aunque sus representantes podrán ser admitidos en cualquier momento del proceso, si bien no podrán recusar o impugnar nada de lo que haya sido acordado ya.
27. Los gastos del proceso realizados por aragoneses correrán a cargo de Aragón, y los de catalanes de Cataluña, los comunes, lo serán como era costumbre.
28. Todos los puntos referentes a plazos, números de personas, acto de proclamación, formas, sustituciones, etc. serán entendidos en su sustancia.